# فيض العباب
فَيْضُ العُبَابْ وإفَاضَة قِدَاح الآدَاب فِي الحَرَكَة السَّعِيدة إلَى قَسَنْطِينَة وَالزَّابْ هو كتاب في أدب الرحلة للأديب والشاعر الأندلسي ابن الحاج النميري (713 هـ - 768 هـ/1313-1367م)، ألف الرحلة في عصر السلطان المريني أبو عنان (فترة الحكم 1348–1358).
 مع أن الكتاب أدبي، لكنه يعد مصدرًا تاريخيًا هامًا لمنطقة الشرق الجزائري و تونس.

## مسار الرحلة
تبدأ الرحلة من مدينة فاس المغربية إلى الشرق الجزائري بالتحديد إلى بجاية فقسنطينة وعنابة وتونس والزاب (بسكرة حاليا).